# Fumarate réductase (NADH)
La fumarate réductase à NADH est une oxydoréductase qui catalyse la réaction :
succinate + NAD+  {\displaystyle \rightleftharpoons }  fumarate + NADH + H++.
Cette enzyme a été identifiée dès les années 1960 notamment à partir de Ruminococcus flavefaciens, des bactéries à Gram positif de la panse.